# Dimityr Giczew
Dimityr Lubomirow Giczew (bułg. Димитър Любомиров Гичев; ur. 10 grudnia 1893 w Peruszticy, zm. 26 kwietnia 1964 w Sofii) – bułgarski polityk, działacz Bułgarskiego Ludowego Związku Chłopskiego (1914–1923), następnie założyciel i przewodniczący Bułgarskiego Ludowego Związku Chłopskiego „Wrabcza 1” (1926–1944), deputowany do Zgromadzenia Narodowego 20. (1923), 22. (1927–1931) i 23. kadencji (1931-1934), minister rolnictwa i własności państwa (1931-1932), handlu, przemysłu i pracy (1932-1934) oraz bez teki (1944). Od 1945 działacz opozycji antykomunistycznej, represjonowany przez władzę.

## Życiorys
Urodził się w ubogiej wiejskiej rodzinie. Podstawowe wykształcenie zdobył w rodzinnej miejscowości, po czym wstąpił do Sofijskiego Seminarium Duchownego. Od ok. 1914 był członkiem Bułgarskiego Ludowego Związku Chłopskiego i publicystą jego organu prasowego, gazety Земеделско знаме (w tłum. Rolniczy Sztandar). W okresie I wojny światowej zaangażował się w działalność antywojenną, za co stanął przed sądem wojskowym. Po zakończeniu konfliktu poświęcił się umocnieniu roli swojej partii. W latach 1919–1922 organizował struktury ugrupowania w obwodzie płowdiwskim. W okresie sprawowania władzy przez BLZCh, od 1922 do 1923 pełnił funkcję zarządcy samorządu Płowdiwu. W 1923 po raz pierwszy został wybrany do Zgromadzenia Narodowego. 
Po upadku rządu Aleksandyra Stambolijskiego prowadził podziemną działalność polityczną. W 1925 został aresztowany, ale dzięki wysokiemu poręczeniu majątkowemu odzyskał wolność. W następnych miesiącach poświęcił się wznowieniu działalności BLZCh i jego organu prasowego, gazety Земеделско знаме (w tłum. Rolniczy Sztandar). Po objęciu władzy w kraju przez Andreja Liapczewa i złagodzeniu reżimu rządowego, pod koniec 1926 założył Bułgarski Ludowy Związek Chłopski „Wrabcza 1” i stanął na jego czele. Pod jego wodzą organizacja szybko zdobyła sobie znaczną popularność, a także nawiązała współpracę z partiami opozycyjnymi reprezentującymi interesy mieszczaństwa. 
W 1931 zaangażował się w utworzenie szerokiej koalicji wyborczej nazwanej Blokiem Narodowym. Po zwycięskich wyborach parlamentarnych wszedł w skład rządów Aleksandyra Malinowa i Nikoły Muszanowa, obejmując stanowisko ministra rolnictwa i własności państwa (1931-1932), a potem handlu, przemysłu i pracy (1932-1934). Po przewrocie dokonanym 19 maja 1934 przez opozycyjne Zweno został internowany. 
W okresie reżimu autorytarnego (1934-1944) prowadził działalność opozycyjną. Po wybuchu II wojny światowej opowiedział się przeciwko udziałowi Carstwa Bułgarii w koalicji hitlerowskiej, jednak nie wstąpił do organizowanego przez komunistów Frontu Ojczyźnianego. 2 września 1944 wszedł w skład rządu Konstantina Murawijewa jako minister bez teki. Po zamachu stanu 9 września i przejęciu władzy przez komunistów był sądzony przez tzw. Sąd Ludowy jako jeden z polityków odpowiedzialnych za uczestnictwo kraju w wojnie po stronie państw Osi. Po roku odzyskał wolność i włączył się w działalność opozycyjną wobec Frontu Ojczyźnianego. Uczestniczył w konferencji zjednoczeniowej BLZCh „Wrabcza 1” i BLZCh im. Nikoły Petkowa. Po zainstalowaniu przez komunistów systemu totalitarnego w 1947 jego partia została rozwiązana, zaś on sam w 1948 ponownie trafił przed sąd, który oskarżył go o organizowanie ruchu oporu, sabotaż oraz rozprzestrzenianie fałszywych pogłosek i skazał na karę dożywotniego pozbawienia wolności i konfiskatę majątku. W 1960 warunkowo opuścił więzienie, ale wkrótce potem zmarł.